# جان هنکاک
 جان هنکاک (انگلیسی: John Hancock؛ ۲۳ ژانویهٔ ۱۷۳۷ – ۸ اکتبر ۱۷۹۳) یک سیاست‌مدار اهل ایالات متحده آمریکا بود. وی اولین و سومین فرماندار ماساچوست بود همچنین رئیس دومین کنگره آمریکا و از امضاکنندگان اعلامیه استقلال آمریکا بود.